# Карцано
Карца̀но (на италиански: Carzano, на местен диалект: Carthan, Картан) е село и община в Северна Италия, автономна провинция Тренто, автономен регион Трентино-Южен Тирол. Разположено е на 433 m надморска височина. Населението на общината е 528 души (към 2018 г.).